# Arhopala vellanus
Arhopala vellanus är en fjärilsart som beskrevs av Hans Fruhstorfer 1914. Arhopala vellanus ingår i släktet Arhopala och familjen juvelvingar. Inga underarter finns listade i Catalogue of Life.